# Dorothea Pichelt
Dorothea Pichelt (* 26. April 1790 in Nordhausen am Harz; † 19. Dezember 1824 in Magdeburg) war eine deutsche Soldatin in den Befreiungskriegen.

## Leben
Dorothea Pichelt wurde als Tochter des Weißgerbers Andreas Pichelt und Eleonore Schneegaß in der Freien Reichsstadt Nordhausen geboren. Sie wuchs mit vier Geschwistern auf und soll früh das Reiten erlernt haben.
Nach dem Aufruf zur Bildung freiwilliger Jägerkorps Anfang Februar 1813 verließ sie unbemerkt das Elternhaus und galt als verschwunden. Sie nahm einen größeren Geldbetrag mit und kaufte sich dafür ein Pferd, eine Uniform und Waffen. Daraufhin trat sie als Theodor Pichelt dem östlich der Elbe gebildeten Freikorps als Dragoner (26. Regiment) bei, mit dem sie später auch durch Nordhausen kam. Als Frau soll sie unerkannt geblieben sein. Mit zwei anderen Soldaten rettete sie dem Schwadronsführer das Leben, wofür sie mit einer Denkmünze geehrt wurde. Nach dem Einzug der siegreichen preußischen Truppen in Magdeburg gestand sie dem Wachtmeister, dass sie eine Frau sei. Der Kommandeur rühmte Dorothea öffentlich für ihre Vaterlandsliebe und Verdienste.
Später soll sie einen Feldwebel namens Geiger geheiratet haben. In historischen Zeitungen wird sie Dorothea Geiger genannt. Sie ist in Magdeburg an „Halsschwindsucht“ verstorben und wurde auf dem Garnisonsfriedhof/Militärkirchhof feierlich und respektvoll begraben. Ein für sie errichtetes Denkmal wurde bei Umgestaltung des Friedhofes beseitigt. Am 18. Oktober 1913 wurde durch den Nordhäuser Geschichts- und Altertumsverein am Geburtshaus eine Gedenktafel angebracht:
In diesem Hause wurde die Kämpferin
in den Freiheitskriegen
Dorothea Pichelt
am 26. April 1790 geboren.
Die Gedenktafel wurde bei den Luftangriffen auf Nordhausen im April 1945 zusammen mit dem Geburtshaus zerstört.